# Tianeti
Tianeti (gruzínsky: თიანეთი) je městečko ve východní Gruzii. Nachází se v relativně odlehlém horském kraji Severního Kavkazu ve východní části regionu Mccheta-Mtianetie v nadmořské výšce okolo 1100 metrů nad mořem. Městem protéká řeka Jori, na která je pár kilometrů za městem vybudovaná malá vodní nádrž. Od hlavního města Tbilisi je vzdáleno přibližně 78 km.
Město v důsledku hospodářského útlumu v postsovětských 90. letech zaznamenalo značný úpadek a odliv obyvatelstva (dnes stále ještě probíhá) za prací buď do jiných částí Gruzie, nebo do Ruska. Město se tehdy potýkalo s velkou chudobou a nezaměstnaností. Dnes je situace už lepší a 95 % ekonomicky aktivních obyvatel pracuje alespoň v zemědělství nebo v lehkém potravinářském nebo dřevozpracujícím průmyslu. Další rozvoj však brzdí infrastruktura v nevyhovujícím stavu.